# مغنولية رائعة
ماغنوليا رائعة (الاسم العلمي: Magnolia splendens) هي نوع من النباتات تتبع جنس الماغنوليا من الفصيلة الماغنولية.